# Лопес, Даниэль Гваделупе
Дание́ль Гуадалу́пе Ло́пес Вальде́с (исп. Daniel Guadalupe López Valdez; родился 14 марта 2000 года в Аоме, Мексика) — мексиканский футболист, нападающий клуба «Тихуана», выступающий на правах аренды за клуб «Атланте».

## Клубная карьера
Лопес — воспитанник клуба «Тихуана». 22 июля 2017 года в матче против «Крус Асуль» он дебютировал в мексиканской Примере, заменив во втором тайме Алехандро Гидо.

## Международная карьера
В 2017 году в составе юношеской сборной Мексики Лопес выиграл юношеский чемпионат КОНКАКАФ в Панаме. На турнире он сыграл в матчах против команд Сальвадора, Ямайки, Панамы, Коста-Рики и дважды США. В поединках против ямайцев, сальвадорцев и костариканцев Даниэль забил шесть голов.
В том же году Лопес принял участие в юношеском чемпионате мира в Индии. На турнире он сыграл в матчах против команд Ирака, Англии, Чили и Ирана.
В 2018 году в составе молодёжной сборной Мексики Лопес принял участие в Молодёжном чемпионате КОНКАКАФ. На турнире он сыграл в матчах против молодёжных команд Никарагуа, Ямайки, Гренады, Арубы, Панамы, Сальвадора и США. Даниэль забил 7 мячей.

## Достижения
Международные
 Мексика (до 17)
- Юношеский чемпионат КОНКАКАФ — 2017